# Мраморный сыр

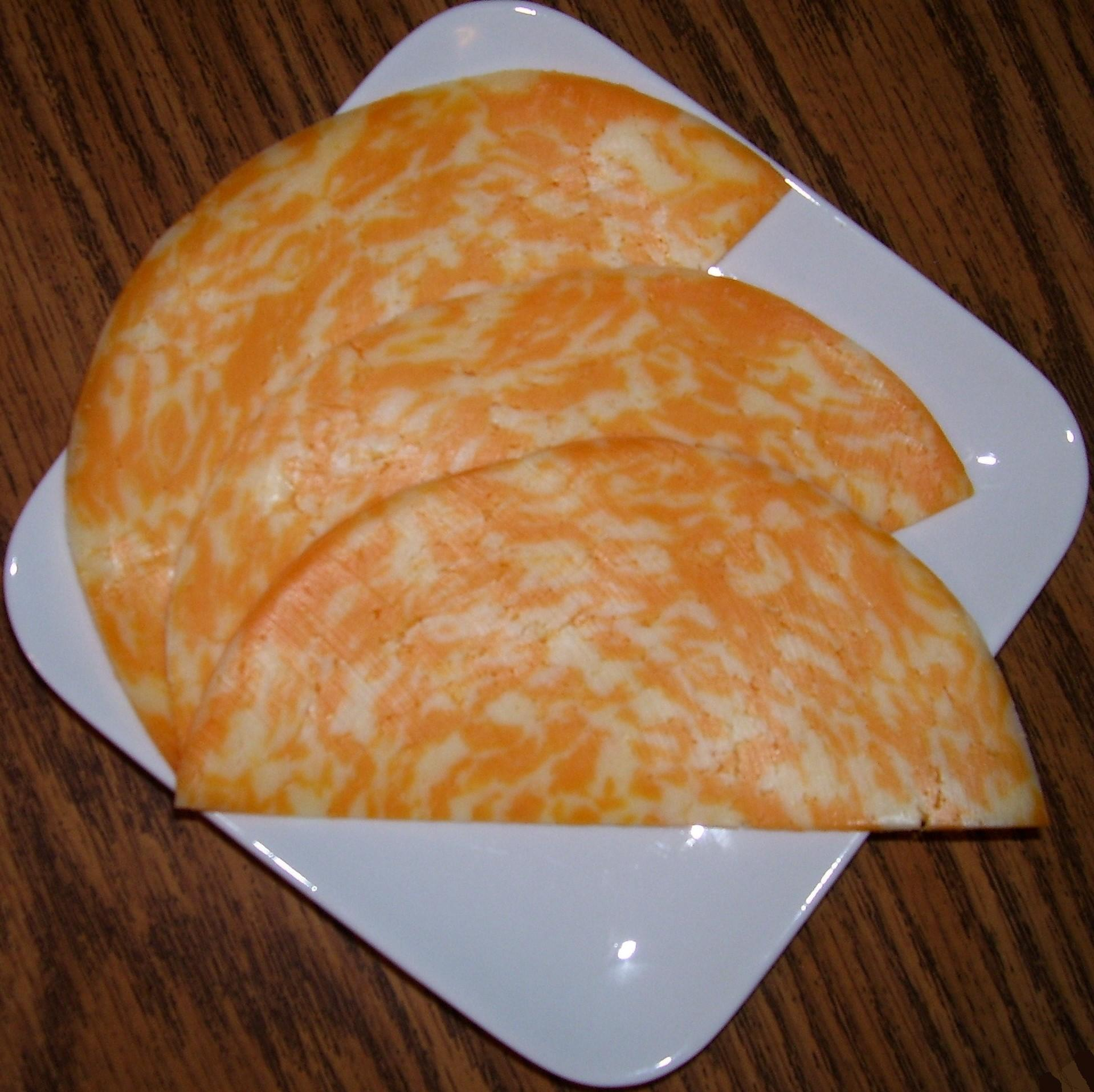
Колби Джек, распространённый вид мраморного сыра

Мраморным сыром называют сыр с мраморным узором. Мраморные сыры производятся путём комбинирования двух разных по цвету калье, творожных сыров или плавленых сыров.

## Описание
Мраморный сыр родом из Англии. Обычно это твёрдые плавленые сыры из коровьего молока, такие как Колби-джек, который сочетает в себе сыры колби и Монтерей Джек, который наиболее популярен в Соединённых Штатах.
Другие производятся из комбинации творога белого и оранжевого чеддера (для мраморного чеддера) или аналогичной комбинации. Мраморность обычно не достигается с помощью искусственных добавок, хотя такие сыры, как Красный Виндзор и Дерби, могут содержать красители, такие как хлорофилл (E140) и кармин (E120).

### Типы
- Мраморный чеддер, смесь белого и оранжевого чеддера[2].
- Колби-Джек, смесь сыров Колби и Монтерей Джек[1].
- Красный Виндзор, сыр чеддер с добавлением красного вина (обычно портвейна или бордо) или красного пищевого красителя[3][5].
- Sage Derby, сыр Дерби, традиционно приготовленный с добавлением шалфея; теперь обычно делается с использованием зелёных растений, таких как шпинат, петрушка и календула; или с зелёным растительным красителем[3][4].